# Finita Gay
Josefa Marínez Gay, más conocida como Finita Gay o por su alias A Martela (Culleredo, 1928 - Carral, 16 de febrero de 1989) fue una cantante, acordeonista y empresaria española. Se la considera pionera, por haber sido una de las primeras vocalistas femeninas en cantar en una orquesta de verbena, hasta el momento restringida solo para hombres.

## Datos biográficos
Era conocida con el sobrenombre de A Martela, el nombre que tenía su casa familiar en Castelo de Abaixo, en el ayuntamiento de Culleredo. Después de fallecer su madre tras un parto, comenzó a ganarse la vida como costurera. A los 16 años, se fue de su casa para dedicarse al espectáculo como cantante. En los años 40, cosechó cierto éxito como cantante en las verbenas gallegas. Sin embargo, cuando se quedó embarazada siendo soltera abandonó su carrera artística y decidió marcharse a Venezuela. A los pocos años de llegar a Caracas, se casó con un hombre de origen italiano y retomó su antigua profesión de costurera.
Regresó a Galicia en la década de 1980, después de enviudar. Cuatro años después, fundó en Tabeaio (Carral) el café-espectáculo A Martela, que inauguró coincidiendo con las fiestas patronales. Inició su trayectoria como empresaria con 50 años. El éxito del local le sirvió para ganarse la vida, pero también para volver a subirse a los escenarios. El escritor Xurxo Souto recoge cómo hablaba de sí misma: “Soy dos personas. A Martela, la empresaria. Y la artista, Finita. Como empresaria soy durísima. ¡Como artista soy maravillosa!”.
En el otoño de 1988, se enteró de que tenía una enfermedad grave y decidió traspasar su negocio. Falleció en Carral el 16 de febrero de 1989. Está enterrada en Castelo, cerca de su casa do Martelo.

## Trayectoria
Finita fue una de las primeras vocalistas y animadoras de orquesta de España, junto a otras pioneras que se dieron a conocer en la época en la que las orquestas populares incorporaron la figura de la cantante. Desde su primera experiencia en un escenario siendo una niña, dio el salto como vocalista a los dieciséis años. Actuó, entre otras, en las orquestas Mallo y Guiliades. También destacó como regueifeira y actuó en lugares como la Sala de Baile de Tabeaio.
Durante su etapa en Venezuela, siguió desarrollando su profesión, actuando con orquestas como Billo’s Caracas Boy al tiempo que haría de anfitriona de otros grupos, como la Orquesta Los Satélites, que llegó al país en 1955 y fue la primera orquesta española en actuar en América. Aunque estuvo tres décadas alejada de los escenarios, durante esa época siguió vinculada a la música a través del Centro Galego de Caracas y aprendió a tocar el órgano y el acordeón con un profesor particular.
En sus conciertos, solía obsequiar al público con una foto a modo de tarjeta, firmada por una cara y en la otra cubierta la letra de una de las canciones de su autoría, La Vieja, donde mostraba que su paso por Caracas no le había hecho perder la retranca gallega.
Fue miembro de la Asociación Musical del Distrito Federal y Estado de Miranda en Venezuela y del Sindicato Profesional de Músicos Españoles, que la autorizó a ejercer como acordeonista. El periodista musical Xurxo Souto se refirió a ella como icono activista del movimiento LGBT.   

## Reconocimientos
La historia de Finita Gay fue recogida en la serie de la Televisión de Galicia Nosoutras, que recuperó la trayectoria de mujeres que vivieron en los márgenes. Además, es una de las personalidades recogidas en la colección Álbum de Galicia, del Consejo de la Cultura Gallega.
En 2022, su pueblo Culleredo la homenajeó con un mural realizado por el artista urbano Mon Devane. Ese mismo año, el festival Castelo Conta, organizado por José Touriñán, le rindió homenaje.